# أل داونينج (لاعب كرة قاعدة)
أل داونينج (بالإنجليزية: Al Downing)‏ هو لاعب كرة قاعدة أمريكي، ولد في 28 يونيو 1941 في ترنتون في الولايات المتحدة.

## وصلات خارجية
- أل داونينج على موقع دوري كرة القاعدة الرئيسي (الإنجليزية)
- أل داونينج على موقعبيزبول رفرنس.كوم (الدوري الرئيسي) (الإنجليزية)
- أل داونينج على موقعبيزبول رفرنس.كوم (الدوري الثانوي) (الإنجليزية)
- أل داونينج على موقع إي إس بي إن.كوم (أم.أل.بي) (الإنجليزية)
- أل داونينج على موقع مشجعي الرسوم البيانية (الإنجليزية)